# Justin Chien
Justin Chien es un actor, productor y guionista taiwanés. Nació en 1998 y estudió en la Universidad del Sur de California (USC), donde obtuvo una beca para la Escuela de Arte Dramático de la USC.

## Primeros años y educación
Nació en Taiwán y creció en Hong Kong. Chien formó parte del programa BFA de la USC y participó en varias producciones escénicas, incluida una producción de seis horas de "El ciclo de Kentucky" y una versión de "Sueño de una noche de verano". También recibió clases de montaje, cinematografía, guion y emprendimiento en el cine.

## Carrera profesional
Chien debutó en el mundo de la interpretación convencional en la serie de Netflix "Los hermanos Sun", que se estrenó el 4 de enero de 2024. En esta serie, interpretó el papel de Charles Sun, un mafioso taiwanés de las tríadas.  Antes de esto, había aparecido en proyectos de streaming más pequeños y en varios cortometrajes. Algunos de sus papeles destacados incluyen proyectos como "Continuum" (2018), "Fine China" (2020), "Endless Yesterdays" (2021) y "Two Sides: Infieles" (2021).

## Vida personal
Al margen de su faceta como actor, Justin Chien también practica artes marciales. Ha practicado Muay Thai durante los últimos 10 años y es cinturón azul en jiu-jitsu, que ha entrenado durante los últimos cuatro años.